# Ectopioglossa advocata
Ectopioglossa advocata är en stekelart som först beskrevs av Giordani Soika 1944.  Ectopioglossa advocata ingår i släktet Ectopioglossa och familjen Eumenidae. Inga underarter finns listade i Catalogue of Life.